# Remer-Prozess
Der Remer-Prozess war ein Gerichtsverfahren vor der Dritten Großen Strafkammer des Braunschweiger Landgerichts im März 1952 gegen den ehemaligen Generalmajor Otto Ernst Remer wegen übler Nachrede und Verunglimpfung des Andenkens Verstorbener. Es erregte in Westdeutschland große Aufmerksamkeit, weil darin posthum die Widerstandskämpfer des 20. Juli 1944 rehabilitiert wurden. Der Witwe des Attentäters Claus Graf Stauffenberg z. B. war bis zu diesem Prozess von der Bundesrepublik die Offizierswitwenrente verweigert worden. Remer wurde zu einer Freiheitsstrafe von drei Monaten verurteilt. Der verurteilte Remer entzog sich der Strafe durch Flucht ins Ausland.

## Vorgeschichte
Major Otto Ernst Remer hatte am 20. Juli 1944 als Kommandeur des Berliner Wachbataillons vom Berliner Stadtkommandanten General Paul von Hase, einem Mitverschwörer, den Auftrag erhalten, Joseph Goebbels festzunehmen. Durch eine von Goebbels vermittelte Telefonverbindung mit Adolf Hitler im Führerhauptquartier Wolfsschanze in Ostpreußen konnte Remer sich davon überzeugen, dass der „Führer“ noch am Leben sei, und bekam von Hitler per Telefon die Anweisung, den Putsch niederzuschlagen. Er wurde während dieses Telefongesprächs von Hitler zum Oberst befördert. In den Monaten bis zum Ende des Krieges wurde er Generalmajor.
1950 gehörte Remer zu den Gründern der Sozialistischen Reichspartei. Bei einer Parteiveranstaltung im Mai 1951 bezeichnete er die Attentäter des 20. Juli 1944 als Landesverräter, die vom Ausland gedungen worden seien und deren Überlebende bald von einem deutschen Gericht für diesen Verrat zur Rechenschaft gezogen würden. Im Juni 1951 stellte Bundesinnenminister Robert Lehr, der ein Vertrauter Carl Friedrich Goerdelers gewesen war, Strafantrag gegen Remer wegen Verleumdung. Bei der Braunschweiger Staatsanwaltschaft wollte der zuständige Oberstaatsanwalt Erich Günther Topf, einst Mitglied der NSDAP und SA-Rottenführer, zunächst die Anzeige nicht annehmen. Sie habe „keine Aussicht auf einen sicheren Erfolg“. Der Generalstaatsanwalt Fritz Bauer intervenierte, versuchte Topf zu überzeugen, erteilte ihm schließlich Weisung – und sorgte für Topfs Versetzung nach Lüneburg. Fritz Bauer selbst vertrat die Anklage gegen Remer wegen übler Nachrede in Tateinheit mit Verunglimpfung des Andenkens Verstorbener.
Als auch Anna von Harnack, Schwester des ermordeten Widerstandskämpfers Ernst von Harnack, im Dezember 1951 Strafantrag gegen Remer stellte, bat Bauer die Angehörigen von ermordeten Mitgliedern des Widerstandskreises Rote Kapelle erfolgreich, diesen zurückzuziehen, weil er deren Widerstandsrecht nicht zum Gegenstand des Verfahrens machen wollte.

## Der Prozess
Dieser Prozess, der im März 1952 stattfand, erregte große öffentliche Aufmerksamkeit und war nach Einschätzung des Juristen Rudolf Wassermann der „bedeutendste Prozess mit politischem Hintergrund seit den Nürnberger Kriegsverbrecherprozessen und vor dem Frankfurter Auschwitz-Prozess“. Er war von Bauer ganz bewusst als ein politisches Signal gedacht. „Angeklagt war das NS-Regime. Indem Bauer für die Widerstandskämpfer des 20. Juli den ihnen gebührenden Respekt einforderte, zwang er das Gericht, das NS-Regime als Unrechtsstaat zu verwerfen.“ Es ging in diesem Prozess also um eine endgültige Entkräftung der Vorwürfe des Hochverrats und des Eidbruches, der die Widerstandskämpfer des 20. Juli 1944 eben gerade von soldatischer Seite traf. Den Vorwurf des Landesverrats berührte dieser Prozess nur bei der Frage der Verbindungsaufnahmen der Widerstandskämpfer des 20. Juli zum Ausland im Vorfeld des geplanten Umsturzes. Der Fall der tatsächlichen Preisgabe militärischer Geheimnisse an die Alliierten, wie sie Generalmajor Oster praktiziert hatte, wurde in den Gutachten nicht explizit erwähnt; man könnte manche Formulierung allerdings als eine implizite Verurteilung dieser Handlungen verstehen.
Vier Gutachten unterstützten die Anklage: zwei evangelische Theologieprofessoren (Künneth und Iwand), ein katholischer Moraltheologe (Angermair) und ein ehemaliger General (General a. D. Friebe). Alle kamen einhellig zu dem Ergebnis, dass die Widerstandskämpfer des 20. Juli keine Verräter gewesen seien, sondern ganz im Gegenteil zum Wohle Deutschlands gehandelt hatten.

„Die Strafkammer ist der Auffassung, daß der nationalsozialistische Staat kein Rechtsstaat, sondern ein Unrechtsstaat war, der nicht dem Wohle des deutschen Volkes diente. Dabei braucht hier auf die Frage der Verfassungsmäßigkeit des NS-Staates nicht näher eingegangen zu werden. All das, was das deutsche Volk, angefangen vom Reichstagsbrand über den 30. Juni 1934 und den 9. November 1938 hat über sich ergehen lassen müssen, war schreiendes Unrecht, dessen Beseitigung geboten war.“

Nach einwöchiger Verhandlung wurde Remer zu einer Freiheitsstrafe von drei Monaten verurteilt. In der Urteilsbegründung, die den Gutachten in allen wesentlichen Punkten folgt, werden die Attentäter des 20. Juli ausdrücklich vom Verdacht des Landes- und Hochverrats freigesprochen:

„Auf keinem dieser Männer ruht aber auf Grund des Ergebnisses der Beweisaufnahme auch nur der Schatten des Verdachtes, jemals für irgendeine mit dem Widerstandskampf in Verbindung stehende Handlung vom Ausland bezahlt worden zu sein.“
Vielmehr hätten die Widerstandskämpfer „durchweg aus heißer Vaterlandsliebe und selbstlosem, bis zur bedenkenlosen Selbstaufopferung gehendem Verantwortungsbewußtsein gegenüber ihrem Volk die Beseitigung Hitlers und damit des von ihm geführten Regimes erstrebt.“

Das enorme Aufgebot der Medien sorgte dafür, „daß der einwöchige […] ‚Remer-Prozeß‘ zu einem öffentlichen Lehrstück wurde, ja zu einem normativen Akt, der entscheidende Grundlagen für die Verankerung des 20. Juli 1944 im Geschichtsbewußtsein der Bundesrepublik schuf“. Unbestreitbar schlug sich der Prozess sogleich in der öffentlichen Meinung zum Thema „20. Juli“ nieder. Bei einer Meinungsumfrage ein halbes Jahr vor dem Prozess hatten nur 38 % der Befragten angegeben, die Tat des 20. Juli gutzuheißen, wohingegen sich 24 % ablehnend und wiederum 38 % unentschieden geäußert hatten. Ein Dreivierteljahr nach dem Prozess gaben hingegen 58 % der Befragten an, dass die Attentäter in ihren Augen keine Verräter gewesen seien. Nur rund 7 % antworteten auf diese Frage positiv, dabei war der Verratsvorwurf damals bei den Jugendlichen unter 21 Jahren mit 16 % besonders stark vertreten.